# Ботмэн, Майкл
Майкл Патрик Ботмэн (англ. Michael Patrick Boatman; род. 25 октября 1964, Колорадо-Спрингс, Колорадо, США) —  американский актёр, писатель в жанре сплаттерпанк. Наиболее известен ролями Картера Хейвуда в ситкоме «Спин-Сити», Сэмюэля Беккета в драматическом сериале «Чайна-Бич», Джулиуса Кейна в сериалах «Хорошая жена» и «Хорошая борьба».

## Биография
Ботмэн родился в 1964 году в Колорадо. Мать — Гвендолин Ботмэн Пью, начальник службы по работе с инвалидами. Отец — Дэниел Ботмэн, офицер армии США..
Вырос в Чикаго, окончил театральную программу Университета Западного Иллинойса с наградой «за достижения», полученной в 1997 году .
В 1986 году учился актерскому мастерство у популярного преподавателя и кастинг-директора Джейн Броуди. 
Начал театральную карьеру ещё во время учебы — играл ведущие роли в постановках «Сон в летнюю ночь», «Чайка» и других. В выпускном классе Ботмэн получил престижную театральную премию имени Айрин Райан за лучшего актера второго плана на финальном конкурсе в Кеннеди-центре
Был участником студенческой комедийной труппы Shock Treatment, которая показывала скетчи в барах и ночных клубах.
В 1992 году женился на Мирне Форни, у них четверо детей. Сын Джейкоб и три дочери — Эйдан, Маккензи и Джордан.
Сейчас Майкл Ботмэн живет со своей женой в Нью-Йорке.

## Актерская карьера
В 1986 году прошел кастинг и получил роль Рея Мотауна в фильме «Высота «Гамбургер». Тогда же он стал частью актерского состава драмы Сидни Люмета «Бег на месте».
В 1988 году Ботмэн сыграл Сэмюэля Беккета в телевизионной драме «Чайна-Бич» и играл в основном составе в течение трех сезонов. Затем было множество гостевых и эпизодических ролей, пока он не стал частью основного состава «Шоу Джеки Томаса», транслировавшегося в 1992-93 гг.
В 1994 он сыграл одну из главных ролей в положительно оцененной критиками драме Чарльза Бернетта «Стеклянный щит». В 1997 — снялся в фильме «Миротворец» с Джорджем Клуни и Николь Кидман. После были эпизодические и второплановые роли в других фильмах, в том числе для телевещания.
В 1996 году актер получил роль Картера Хейвуда в сериале ABC «Спин-Сити». За игру в этом сериале его пять раз номинировали на премию NAACP Image Awards за лучшую мужскую роль второго плана в комедии. Также Майкл Ботмэн получил награду GLAAD (Ассоциация геев и лесбиянок против диффамации) за лучшую мужскую роль .
Одновременно со «Спин-Сити» он играл одну из ключевых ролей в сериале HBO «Арлисс» и снимался в обоих сериалах параллельно до их закрытия в 2002 году. За роль Стэнли Бэбсона в «Арлисс» Ботмэн четыре раза был номинирован на премию NAACP Image Awards за лучшую мужскую роль второго плана.
Ботмэн озвучивал рассказы о рабах в фильме HBO «Освобожденные воспоминания» 2003 года.
С начала 2000-х и до настоящего времени актер регулярно снимается в сериалах. У него много гостевых и эпизодических ролей в хитах: «Закон и порядок: Специальный корпус», «Клиника», «C.S.I.: Место преступления Майами», «Ханна Монтана», «Анатомия страсти», «Сплетница», «Мыслить как преступник», «Управление гневом», а также «Хорошая жена» и его спин-оффе «Хорошая борьба».

## Писательская карьера
Майкл Ботмэн также является сценаристом и писателем.
На его счету романы «Красный след» и «Дорога призраков», а также множество рассказов. Преимущественно автор пишет в жанре «сплаттерпанк», который характеризуется злым чувством юмора и крайней степенью насилия.
Ботмэн участвовал в фантастических и хоррор-антологиях с рассказами: «Больные дела: антология экстремальных ужасов», «Пока кто-нибудь не потеряет глаз», «Мудрецы и мечи», «Ужас задиры» и «Рождество в аду». Его работы публиковались в Он также был опубликован в Weird Tales , Horror Garage и Red Scream. А рассказ «Рождение заново» получил почетную награду от Эллен Датлоу в «Лучший ужас года: шестой том».
Первый индивидуальный сборник рассказов «Бог смеется, когда ты умираешь» был опубликован издательством Dybbuk Press 23 октября 2007 года. Юмористический роман ужасов «The Revenant Road» был опубликован издательством Drollerie Press в 2009 году.

## Фильмография

### Кино
| Год  | Название на русском                    | Оригинальное название              | Роль                          |
| ---- | -------------------------------------- | ---------------------------------- | ----------------------------- |
| 1987 | Высота «Гамбургер»                     | Hamburger Hill                     | специалист Рей Мотаун         |
| 1988 | Бег на месте                           | Running on Empty                   | Сполдинг                      |
| 1992 | Неприходящий год                       | Unbecoming Age                     | Роберт                        |
| 1994 | Стеклянный щит                         | The Glass Shield                   | заместитель Джей Джей Джонсон |
| 1997 | Миротворец                             | The Peacemaker                     | лейтенант Бич                 |
| 1998 | Прогулка к линии прибоя                | Walking to the Waterline           | Маршал-перевозчик             |
| 2004 | Женщина, ты свободна!                  | Woman Thou Art Loosed              | Тодд                          |
| 2006 | Каламазу?                              | Kalamazoo?                         | Альберт                       |
| 2007 | И пришла любовь                        | And Then Came Love                 | Тед                           |
| 2008 | Американское лето                      | The Pool Boys                      | Донован Такер                 |
| 2009 | Убийство Венди                         | The Killing of Wendy               | детектив Блейк                |
| 2009 | Желание моего отца                     | My Father's Will                   | Лоуренс                       |
| 2010 | Три Криса                              | Three Chris's                      | Уолтер Уэйн                   |
| 2010 | Филадельфия: Великий эксперимент (к\м) | Philadelphia: The Great Experiment | Рассказчик                    |
| 2010 | Наизнанку (к\м)                        | Inside Out                         | терапевт Кэтрин               |
| 2011 | Королева СМИ                           | Queen of Media                     | Роберт                        |
| 2012 | Плохие родители                        | Bad Parents                        | Гэри                          |
| 2017 | Всё, что угодно                        | Anything                           | Чарльз                        |
| 2017 | Лайкай. Делись. Смотри                 | Like.Share.Follow                  | Норман                        |
| 2018 | Начни сначала                          | Second Act                         | Эдвард Тейлор                 |

### Телевидение
| Год       | Название на русском                   | Оригинальное название             | Роль                    | Примечания                                                             |
| --------- | ------------------------------------- | --------------------------------- | ----------------------- | ---------------------------------------------------------------------- |
| 1988      | Американский театр                    | American Playhouse                | в роли самого себя      | Эпизод: "The Trial of Bernhard Goetz"                                  |
| 1988—1991 | Чайна-Бич                             | China Beach                       | рядовой Сэмюэл Беккет   | Основной состав                                                        |
| 1990      | Донор                                 | Donor                             | Арнольд                 | телефильм                                                              |
| 1991      | Четвёртая история                     | Fourth Story                      | сержант Тил             | телефильм                                                              |
| 1991      | Оттенки Лос-Анджелеса                 | Shades of LA                      | доктор Робинсон         | Эпизод: "Line of Fire: Part 2"                                         |
| 1992      | Уличные войны                         | In the Line of Duty: Street War   | Роберт Дейтон           | телефильм                                                              |
| 1992      | Квантовый скачок                      | Quantum Leap                      | сержант Билли Джонсон   | Эпизод: "Nowhere to Run"                                               |
| 1992—1993 | Шоу Джеки Томаса                      | The Jackie Thomas Show            | Грант Уотсон            | Основной состав                                                        |
| 1993      | Дом с секретом                        | House of Secrets                  | сержант Джо Дюбуа       | телефильм                                                              |
| 1995      | Мышцы                                 | Muscle                            | Гарнет Хайнс            | Основной состав                                                        |
| 1995      | Шоу Ларри Сандерса                    | The Larry Sanders Show            | Грег                    | Эпизод: I Was a Teenage Lesbian                                        |
| 1995      | Холостые мужчины и незамужние женщины | Living Single                     | Грег                    | Эпизод: Let It Snow, Let It Snow, Let It Snow... Dammit                |
| 1996—2002 | Спин-Сити                             | Spin City                         | Картер Хейвуд           | Основной состав                                                        |
| 1996—2002 | Арлисс                                | Arli$$                            | Стэнли Бэбсон           | Основной состав                                                        |
| 2003      | Клава, давай!                         | Less Than Perfect                 | Тед Эллиот              | Эпизоды: The Umbrella и Choices                                        |
| 2003      | Закон и порядок                       | Law & Order                       | адвокат Дэйв Сивер      | Эпизод: House Calls                                                    |
| 2003—2011 | Закон и порядок: Специальный корпус   | Law & Order: Special Victims Unit | адвокат Дэйв Сивер      | Повторяющийся актерский состав: 5-7 и 12 сезоны                        |
| 2004      | C.S.I.: Место преступления Майами     | CSI: Miami                        | Уэс Галлахер            | Эпизод: Not Landing                                                    |
| 2004      | Да, дорогая!                          | Yes, Dear                         | Адам                    | Эпизод: Couples Therapy                                                |
| 2004      | Образование Льюиса                    | Educating Lewis                   | Джо                     | телефильм                                                              |
| 2005      | Свидания                              | Play Dates                        | Стюарт                  | телефильм                                                              |
| 2005      | Клиника                               | Scrubs                            | Рон Лавер               | Эпизод: My Roommates                                                   |
| 2005      | Волшебный мир Дисней                  | The Wonderful World of Disney     | Шут                     | Эпизод: Once Upon a Mattress                                           |
| 2006      | Доктор Хафф                           | Huff                              | Арт                     | Эпизод: Maps Don't Talk                                                |
| 2007      | Путешествие в рюкзаках                | Traveling in Packs                | Боб                     | телефильм                                                              |
| 2007      | Франджела                             | Frangela                          | Адам                    | телефильм                                                              |
| 2007      | Закон и порядок                       | Law & Order                       | адвокат Дэйв Сивер      | Эпизод: Remains of the Day                                             |
| 2007      | Анатомия страсти                      | Grey's Anatomy                    | Даг Кендри              | Эпизод: My Favorite Mistake                                            |
| 2008      | Ханна Монтана                         | Hannah Montana                    | Рэндалл Харрисон        | Эпизод: Hannah in the Streets with Diamonds                            |
| 2009      | Мыслить как преступник                | Criminal Minds                    | Уильям Харрис           | Эпизод: Soul Mates                                                     |
| 2009      | Игра                                  | The Game                          | Лоуренс Чонси Райт      | Повторяющийся актерский состав: Сезон 3                                |
| 2009      | Хранилище 13                          | Warehouse 13                      | профессор Эд Марзотто   | Эпизод: Pilot                                                          |
| 2009      | Шерри                                 | Sherri                            | доктор Рэндольф Грегг   | Повторяющийся актерский состав                                         |
| 2009—2015 | Хорошая жена                          | The Good Wife                     | Джулиус Кейн            | Повторяющийся актерский состав: 1-3 и 5 сезоны. Гостевая роль: 6 сезон |
| 2010      | Белый воротничок                      | White Collar                      | Рассел Смит             | Эпизод: Copycat Caffrey                                                |
| 2011      | Сплетница                             | Gossip Girl                       | Рассел Торп             | Повторяющийся актерский состав: 4 сезон                                |
| 2011      | Доктор                                | The Doctor                        | доктор Роберт Броуди    | телефильм                                                              |
| 2012      | Осиное гнездо                         | Hornet's Nest                     | Ричард Панесса          | телефильм                                                              |
| 2012      | Умный                                 | The Smart One                     | Том Холидей             | телефильм                                                              |
| 2012—2014 | Управление гневом                     | Anger Management                  | Майкл                   | Повторяющийся актерский состав                                         |
| 2013—2015 | Мачеха                                | Instant Mom                       | Чарли Филлипс           | Основной состав                                                        |
| 2016—2017 | Государственный секретарь             | Madam Secretary                   | Директор ФБР Кит Доэрти | Повторяющийся актерский состав: Сезон 3                                |
| 2017      | The Other F Word                      | The Other F Word                  | Дэвид Майклсон          | Повторяющийся актерский состав: Сезон 2                                |
| 2017—2022 | Хорошая борьба                        | The Good Fight                    | Джулиус Кейн            | Повторяющийся актерский состав: 1 сезон. Основной состав: 2-6 сезон    |
| 2022      | Смогу ли я солгать тебе?              | Would I Lie to You? (US)          | в роли самого себя      | Эпизод: Criminal Bear                                                  |
| 2022      | Закон и порядок                       | Law & Order                       | адвокат Дэйв Сивер      | Эпизод: 12 Seconds                                                     |